# Диян Костадинов
Диян Костадинов е български шахматист – шахматен композитор и илюзионист.

## Биография и шахматна дейност
Роден е на 21 януари 1982 в гр. Бургас и е съставил и публикувал над 300 задачи от всички жанрове на композицията. Титулуван е със звание „Майстор на спорта“ по шахматна композиция, а през 2015 е обявен за „Международен Майстор на ФИДЕ“. Почетен член е на Асоциацията на италианските проблемисти. От 2010 е утвърден за Международен съдия (за разделите Обратни матове и Феерични задачи).
Има 28 точки в Албумите на ФИДЕ (в които се публикуват най-добрите задачи в света за съответния период). Автор е на много статии и публикации в списания по шахматна композиция, изнасял е лекции на Световни конгреси по шахматна композиция, а през 2006 г. издава и книга с избрани негови задачи. Той е откривател на фееричните условия (видове фееричен шахмат) KoBul Kings, Anti Take & Make, Circe X, SneK Chess и Circle SneK.
Диян Костадинов е организатор на станалите вече традиционни Български турнири по време на ежегодните Световни конгреси по шахматна композиция. Мениджър е на проекта ChessComposer – приложение за съставяне, съхранение и обмен на шахматни задачи за смартфони и таблети с операционна система Адроид. Главен редактор е на сайт KoBulChess.com
Има висше образование – магистър по „Маркетинг мениджмънт“, а по професия е казино мениджър. От 2008 е семеен. Съпругата му се казва Снежина.

## Награди
Костадинов е спечелил голям брой международни отличия, сред които:
- Златен Олимпийски медал през 2016 (в раздел Обратни матове)[13];
- Сребърен Олимпийски медал през 2010 (в раздел Обратни матове);
- 2-ро място за Световната купа през 2010 (в раздел Феерични задачи);
- 2-ро място за Световната купа през 2011[14] и 2013 (в раздел Обратни матове);
- Бронзов медал на Световното първенство 2010 – 2012 (в раздел Обратни матове)[15];
- Победител е на десетки други международни турнири организирани в България, САЩ, Русия, Македония, Холандия, Япония, Германия, Латвия, Румъния, Словакия и др.

## Илюзионно изкуство
Диян е и илюзионист. Aртистичният му псевдоним е Хектор. В периода 2001-2008 печели следните награди от фестивали на магичното изкуство:
- Национален фестивал – Смолян 2001 (Специална награда на журито);
- Трети Балкански Магичен фестивал – Белград 2002 (3-то Място в категория Манипулации);
- Магичен фестивал – София 2003 (Златен цилиндър);
- Четвърти Балкански Магичен фестивал – София 2004 (2-ро Място за Манипулации);
- Пети Балкански Магичен фестивал – Истанбул 2006 (3-то място в раздел Микромагии и Специална награда за Манипулации);
- Европейски и Шести Балкански Магичен фестивал – София 2008 (1-во Място за Картомагика и Специална награда за Манипулации).